# Лесьна-Стара-Весь
Лесьна-Стара-Весь (пол. Leśna-Stara Wieś) — село в Польщі, у гміні Бодзентин Келецького повіту Свентокшиського воєводства.
Населення — 772 особи (2011).
У 1975-1998 роках село належало до Келецького воєводства.

## Демографія
Демографічна структура на день 31 березня 2011 року:
|          | Загалом | Допрацездатний вік | Працездатний вік | Постпрацездатний вік |
| -------- | ------- | ------------------ | ---------------- | -------------------- |
| Чоловіки | 388     | 89                 | 253              | 46                   |
| Жінки    | 384     | 74                 | 203              | 107                  |
| Разом    | 772     | 163                | 456              | 153                  |